# 済美館
済美館（濟美舘、さいびかん）は、大阪府立清水谷高等学校にある同窓会館。1907年（明治40年）に建設され、1925年（大正14年）に鉄筋コンクリート構造3階建てへ改築された近代建築。清水谷高校の同窓会、社団法人「清友会」の本部事務局棟だが、現在、同校に唯一残る旧制高等女学校時代の建物であり、附属図書館として45年間転用されていたこともあって、同校を象徴する“白亜の殿堂”となっている。

## 概要
部分的なアール使いに象徴される、簡潔さと造形美を重ねたデザインが特徴で、設計は、公募で1等となった大阪府庁営繕課の技師西田勇。大阪府営繕課は、旧赤坂離宮などを手がけた建築家村野藤吾の流れを組んでおり、ゼツェシオン運動の影響を受けた分離派建築会の山田守らを擁す逓信省営繕課と並んで、戦前において多くの名建築を残した。同課の中でも西田は、無味乾燥になりがちな公共建築物に凛とした気品を与える作風で、その後手がけた曽根崎警察署庁舎（1929年）、北野中学校校舎（1931年）とともに、済美館は、当時の大阪府営繕課のレベルの高さを象徴する建築物である。

## 沿革
- 1903年（明治36年） - 大阪府立清水谷高等女学校・本科第1回生が卒業。同窓会組織「清友会」が発足する
- 1907年（明治40年） - 開校5周年記念として、済美館(木造2階建て、初代)を建設。教育勅語の「世世美厥濟」（よよそのびをなせ）に由来し、首相西園寺公望が揮毫した。
- 1925年（大正14年） - 済美館を、鉄筋コンクリート構造3階建てに改築。設計は大阪府営繕課の西田勇。建設費用は、清友会が宝塚少女歌劇団公演を大阪市中央公会堂で開催して捻出した。館内に「裁縫部」（家政部）を開設し、和洋裁などを教授
- 1929年（昭和4年） - 済美館敷地に初代校長大村忠二郎の胸像を建立
- 1934年（昭和9年） - 清友会が、文部省から「社団法人清友会」として認可される
- 1944年（昭和19年） - 済美館が、大阪府臨時教員養成所（大阪帝国大学）の教室として使用される
- 1948年（昭和23年） - 学制改革に伴い、清水谷高等女学校から男女共学制の「大阪府立清水谷高等学校」（普通科）となる
- 1950年（昭和25年） - 済美館が、清水谷高校の附属図書館として転用される。1、2階を開架式書庫と視聴覚教室に、3階を閲覧室に
- 1951年（昭和26年） - 附属図書館「済美館」とその運営について、大阪府高校優良図書館審査会から「経営優良校」として表彰される
- 1953年（昭和28年） - 附属図書館「済美館」とその運営について、優秀校として大阪府教育委員会から表彰され、全国学校図書館見学指定校となる
- 1965年（昭和40年） - 1階を改造、閉架式書庫に
- 1981年（昭和56年） - 80周年記念の祝賀会を開催。記念事業として済美館が改修される
- 1994年（平成6年） - 清水谷高校の校舎が新築される。済美館が、同校の明治期、大正期で唯一の建築物となる